# عصر جدید اولیه

نقشۀ والدسیمولر با صفحات تاشو، ۱۵۰۷.

عصر جدید اولیه بخشی از تاریخ نوین، و در دورهٔ زمانی اواخر قرون وسطی و تاریخ پساکلاسیک واقع است. گرچه بازهٔ زمانی این عصر به‌طور کامل مشخص نیست، اما دوران آن در فواصل عصر پسا کلاسیک (۱۵۰۰ میلادی)، سقوط قسطنطنیه (۱۴۵۳ میلادی)، رنسانس، عصر کاوش (به‌خصوص سفرهای کریستف کلمب در ابتدای ۱۴۹۲)، و کشف مسیر دریایی به شرق (۱۴۹۸) قرار داشته و در نهایت به عصر انقلابها (۱۸۰۰ میلادی) و به‌خصوص انقلاب فرانسه (۱۷۸۹) ختم می‌شود. مهمترین ویژگی این دوره نوعی جهانی شدن بازرگانی است که همراه با اکتشاف و استعمار سرزمین‌های جدید توسط اروپاییان می‌باشد.
در این عصر امپراتوری‌هایی در سرتاسر جهان پدیدار می‌شود نظیر امپراتوری مینگ و امپراتوری چینگ در چین، امپراتوری مغول هندوستان، امپراتوری عثمانی،امپراتوری صفوی و امپراتوری‌هایی مستعمراتی نظیر امپراتوری اسپانیا، امپراتوری پرتغال، امپراتوری بریتانیا و امپراتوری فرانسه. همچنین اروپاییان از طریق سفرهای دریایی راه‌های دریایی جدیدی را می‌گشایند که شرق و جنوب آسیا و آمریکا را مستقیماً به اروپا وصل می‌کنند و جوامع مستعمراتی را به‌خصوص در آمریکا بنا می‌کنند. دولت‌های اروپایی به صورت کشورهایی با حکومت سلطنتی مطلقه با رویکردهای عُرفی‌گرایانه در می‌آید و رقابت‌های تجاری و سرزمینی بین امپراتوری‌ها و اختلافات مذهبی بین شیعه و سنی و نیز کاتولیک و پروتستان عامل اغلب جنگ‌های این دوره است، که در آن به‌طور گسترده از سلاح گرم استفاده می‌شود.
در اروپا علاقه به علوم طبیعی تجربی رونق می‌یابد و دانشگاه‌ها در کنار فلسفه و الهیات به مطالعه ریاضیات، پزشکی، فیزیک، مکانیک و ستاره‌شناسی می‌پردازند. انقلاب‌های علمی نظیر انقلاب کوپرنیکی در نجوم و انقلاب نیوتنی در فیزیک تصور از جهان طبیعت را که مسبت به دوره باستان و سده‌های میانه تغییر می‌دهد. در آغاز این دوره نهضت‌های مذهبی ناشی از اصلاح کاتولیک و اصلاح پروتستان اروپا را درمی‌نوردد و از اواسط آن عصر روشنگری فرا می‌رسد که نگاه دنیوی و دهری را جایگزین نگاه مذهبی به جهان می‌کند. در عصر روشنگری کلیسا مرجعیت علمی و فکری‌اش را از دست می‌دهد و فبلسوفان طبیعی‌دانان جایگزین آن می‌شوند.
صنعت چاپ موجب رونق نشر کتاب می‌شود که هم بر رشد علمی و هم آثار ادبی و مذهبی تأثیر می‌گذارد. ادبیات ملی به جای ادبیات دینی دوره قرون وسطی رواج می‌یابد و جنبش‌های هنری نظیر رنسانس و کلاسیسیسم می‌کوشد تا هنر باستان را احیا کند. شور مذهبی ناشی از اصلاح کاتولیک و اصلاح پروتستان در کنار میل به صنعت و بازرگانی عامل محرک حیات جوامع شهری و روستایی است. با رشد شهرنشینی طبقه بورژوا در کنار اشراف و رعایا ظهور می‌کند، که حیات اقتصادی آن برپایه مرکانتیلیسم است و بر صنعت و تجارت متمرکز است و در مقابل فئودالیسم افول می‌کند.

## وقایع مهم
دوران مدرن، دوره اولیه را، که دوره مدرن اولیه نامیده می‌شود، در بر می‌گیرد. این دوره از حدود سالهای ۱۵۰۰ تا حدود ۱۸۰۰ (بیشتر از همه ۱۸۱۵) ادامه داشت. وجوه خاص دوران مدرن اولیه عبارتند از:
- اصلاحات پروتستانی
- دوره سنگوکو
- بازپس‌گیری اندلس
- عصر کاوش
- مبادله کلمبی
- استعمار اروپا در آمریکا
- مثلث تجارت
- مرکانتیلیسم
- سرمایه‌داری

## پایان دوران نخستین
در تاریخ مدرن، پایان دوران نخستین به انتهای قرن هجدهم می‌افتد، با عصر طلوع‌های انقلابیش و اتفاقات در آمریکای شمالی و فرانسه و بدنبال ان تغییرات سیاسی اساسی که در تمامی اروپا بوقوع پیوست؛ که تحولات حاصل شده در جنگهای ناپلئونی، در باز ترسیم نقشه اروپا توسط معاهده پاریس ظهور درک جدیدی از ناسیونالیسم و تجدید سازماندهی‌های دستگاه‌های نظامی شامل می‌شد. پایان دوران نخستین معمولاً با انقلاب صنعتی نیز که در بریتانیا در نیمه قرن هجدهم آغاز شد همراه است. رونان معتقد است که بوروکراسی و سنت‌های کنفوسیوسی چین باعث شده‌است که چین انقلابی علمی نداشته باشد، که همین باعث شد چین دانشمندان کمتری برای شکستن ارتدوکسی‌های موجود آنگونه که گالیله گالیله کرد داشته باشد.

## خاور نزدیک و آفریقای آفرو-آسیایی

### امپراتوری عثمانی

امپراتوری عثمانی (۱۶۸۳–۱۴۸۱)

در اوایل دوران مدرن، دولت عثمانی از گسترش و تحکیم قدرت برخوردار بود، که به دوران اوج رسید. این شاید دوران طلایی امپراتوری عثمانی بود. عثمانی‌ها جنوب غربی را به شمال آفریقا گسترش دادند در حالی که با امپراتوری شیعه دودمان صفوی در ایران در حال ظهور مجدد در شرق می‌جنگیدند.

## آسیای شرقی
در اوایل دوران مدرن، ملتهای اصلی آسیای شرقی تلاش کردند تا یک دوره انزواطلبی از جهان خارج را دنبال کنند، اما این سیاست همیشه به‌طور یکنواخت یا موفقیت‌آمیز اجرا نمی‌شد با این حال، با پایان دوره مدرن اولیه، چین، شبه‌جزیره کره و ژاپن بیشتر برای اروپاییان بسته و بی علاقه بودند، حتی در حالی که روابط تجاری در شهرهای بندری مانند گوانگ‌ژو و دجیما رشد می‌کرد.

### سلسله‌های چینی

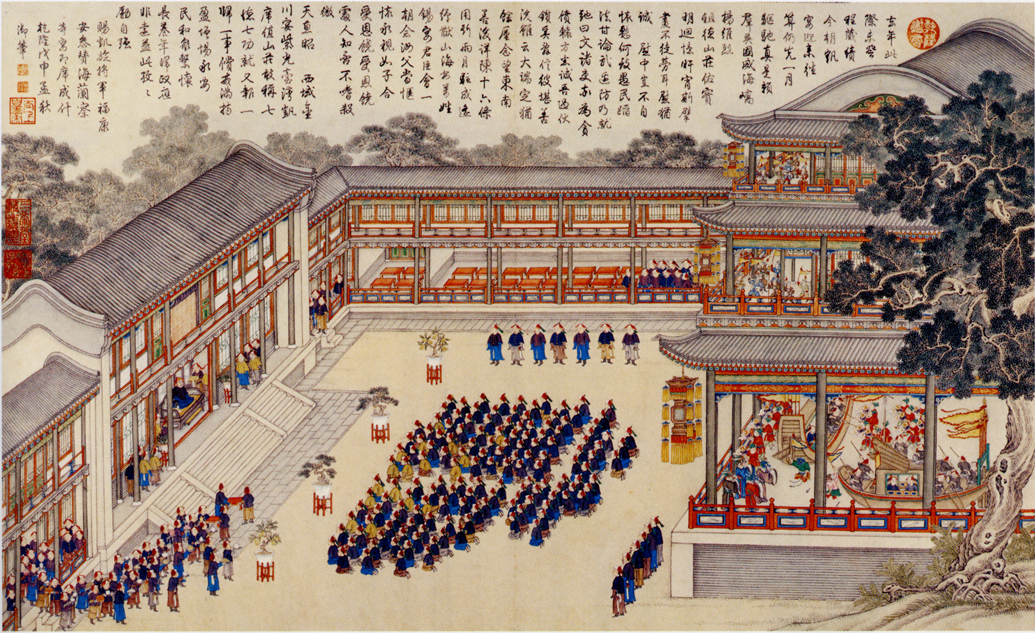
یک نقاشی از چین از یک جشن پیروزی

حدود ابتدای سلسله هان، دودمان مینگ از نظر نژادی (۱۳۶۸–۱۶۴۴)، چین در ریاضیات و همچنین علوم در جهان پیشتاز بود. با این حال، اروپا خیلی زود دستاوردهای علمی و ریاضی چین را جلب کرد و از آنها پیشی گرفت.
بسیاری از محققان دلیل عقب ماندگی چین در پیشرفت را حدس زده‌اند. یک مورخ به نام کالین رونان ادعا می‌کند که اگرچه هیچ پاسخ خاصی وجود ندارد، باید بین اینکه فوریت چین برای اکتشافات جدید ضعیف‌ترا ز اروپاست و ناتوانی چین در استفاده از مزایای اولیه‌اش ارتباطی وجود داشته باشد. با وجود اختراع باروت در قرن نهم، در اروپا بود که سلاح گرم دستی کلاسیک با سیستم عمل مچ لاک اختراع شد، و شواهدی از استفاده از ان در حدود دهه ۱۴۸۰ وجود دارد. پس از اینکه پرتغالی‌ها در اوایل دهه ۱۵۰۰ مچ لاک خود را به ژاپن آوردند، چین تا سال ۱۵۴۰ از آن استفاده می‌کرد.

### آسیای جنوب شرقی
در آغاز عصر مدرن، جاده زعفران بین هند و چین از امپراتوری ماژاپاهیت عبور می‌کرد. امپراتوری مجمع الجزایر مستقر در جزیره جاوه این آخرین امپراتوری هندو بزرگ ناحیه دریایی جنوب شرق آسیا بود و یکی از بزرگترین ایالات تاریخ اندونزی محسوب می‌شود. نفوذ آن به ایالات سوماترا، شبه جزیره مالایا، بورنئو و شرق اندونزی گسترش یافت، اما تأثیرپذیری موضوع بحث است.

## شمال و شمال غربی آفریقا

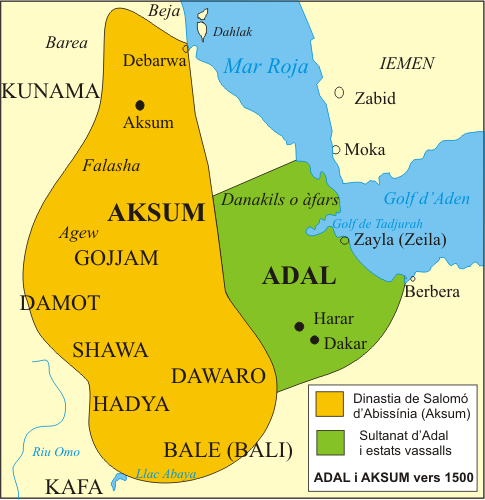
قلمرو سلطنت عدل و سرزمین‌های تابعه اش

در نیمکره سارازن عثمانی‌ها مصر را در سال ۱۵۱۷ تسخیر کردند و حکومت‌های موقت الجزایر، نونس، و تریپولی (بین سالهای ۱۵۱۹ تا ۱۵۵۱)، ومراکش را ایجاد کردند. اما ایالت بربر عربی را تحت قدرت خاندان شریفان باقی گذاشتند.

## نگارخانه

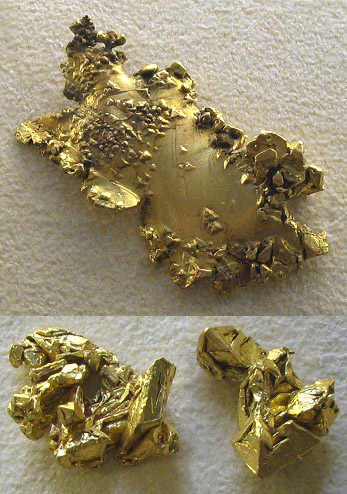
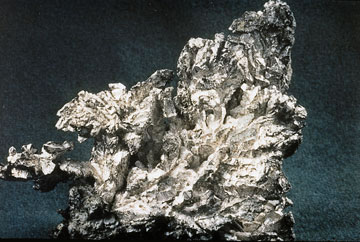
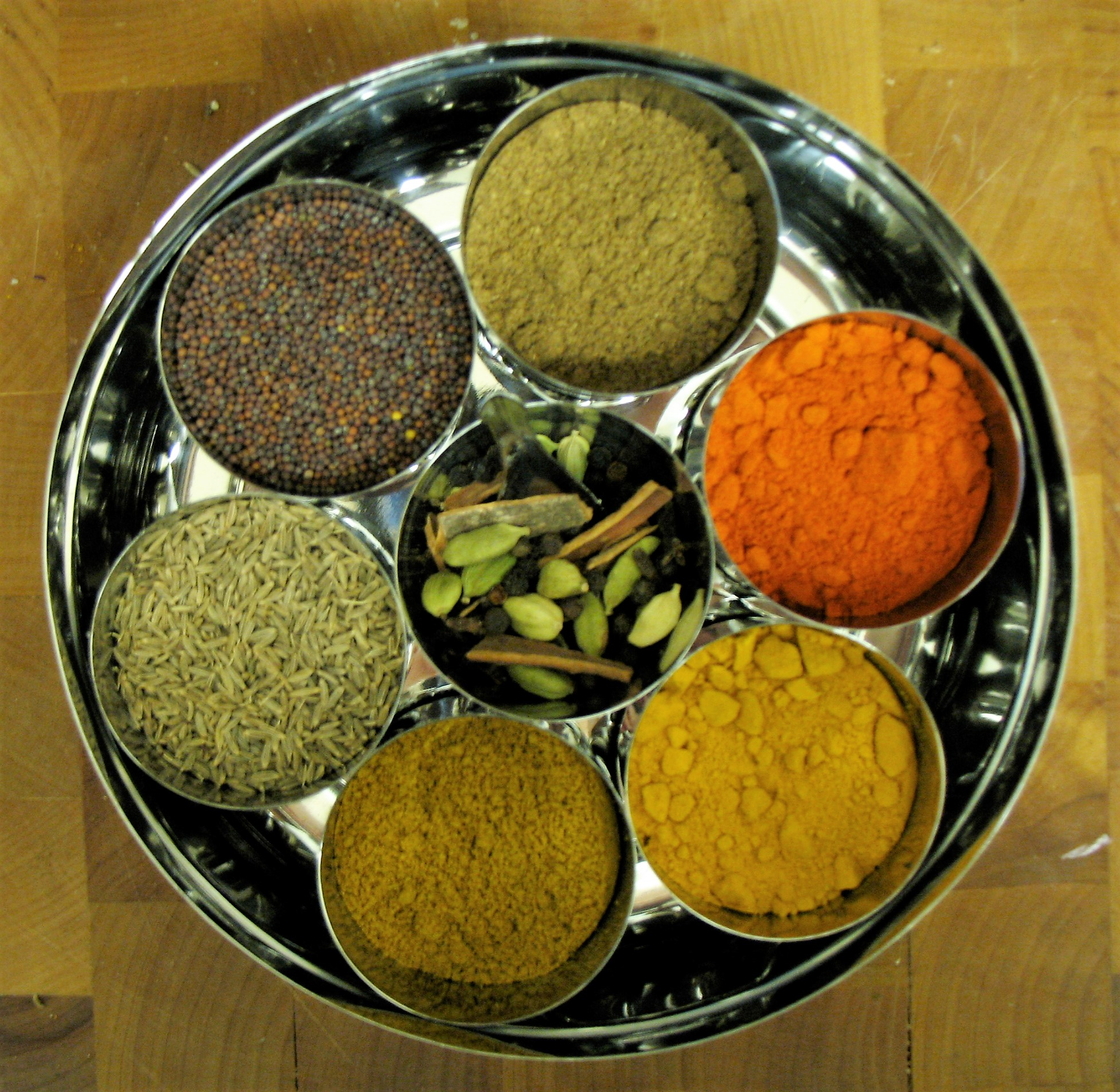